# Aaron Hunt
Aaron Hunt (sinh ngày 4 tháng 9 năm 1986 ở Goslar) là một cầu thủ bóng đá người Đức hiện đang chơi cho Hamburger SV.
Chủ yếu chơi ở vị trí tiền đạo, song anh cũng có thể chơi như một tiền vệ cánh.

## Sự nghiệp câu lạc bộ
Sau khi có mùa giải đầu tiên cùng đội dự bị của Werder Bremen, vào năm sau đó anh có được hai dấu ấn đáng nhớ, Hunt có trận ra sân đầu tiên ở Bundesliga vào ngày 18 tháng 9 năm 2004 khi vào sân từ ghế dự bị trong trận tiếp Hannover 96.Trong lần đầu tiên ra sân từ đầu, trong trận tiếp Borussia Monchengladbach vào ngày 12 tháng 2 năm 2005, anh ghi bàn đầu tiên ở giải quốc nội, trở thành cầu thủ trẻ nhất của Werder Bremen từng ghi bàn ở tuổi 18 và 161 ngày.
Đầu năm 2006, Hunt bị dính chấn thương đầu gối.Cuối cùng, anh lỡ phần quan trọng nhất mùa giải sau kì nghỉ đông.Vào tháng 11, anh ký hợp đồng đến năm 2010 vào ngày 3 tháng 3 năm 2007, anh lập cú hattrick trong trận thắng 3-0 trước VfL Bochum.Vào thời điểm đó, Werder đứng thứ 2 ở giải đấu, nhưng cuối cùng đội bóng đứng thứ 2 lại là VfB Stuttgart, và Hunt có mùa giải thành công nhất với 9 bàn thắng.

## Thi đấu quốc tế
Có bố người Đức và mẹ người Anh, Hunt có thể chơi cho hoặc Đức hoặc Anh, nhưng anh quyết định chỉ chơi cho đội tuyển nơi anh sinh ra.
Vào tháng 10 năm 2006, anh xuất hiện trong màu áo đội U-21 Đức ở vòng loại giải U-21 châu Âu gặp U-21 Anh diễn ra ở Coventry.

### Scandal
Vào tháng 11 năm 2006, Hunt bị UEFA phạt vì hành động phi thể thao trong trận gặp U-21 Anh.Anh bị treo giò 2 trận.Nhưng cuối cùng anh đã thành công trong việc kháng án và anh không bị treo giò.

## Thống kê sự nghiệp
Tính đến 12 tháng 9 năm 2015.
| Câu lạc bộ          | Mùa giải            | Giải đấu            | Giải đấu | Giải đấu | Cúp quốc gia1 | Cúp quốc gia1 | châu Âu2 | châu Âu2 | Khác3 | Khác3 | Tổng cộng | Tổng cộng |
| Câu lạc bộ          | Mùa giải            | Giải đấu            | Trận     | Bàn      | Trận          | Bàn           | Trận     | Bàn      | Trận  | Bàn   | Trận      | Bàn       |
| ------------------- | ------------------- | ------------------- | -------- | -------- | ------------- | ------------- | -------- | -------- | ----- | ----- | --------- | --------- |
| Werder Bremen II    | 2003–04             | Regionalliga Nord   | 7        | 2        | —             | —             | —        | —        | —     | —     | 7         | 2         |
| Werder Bremen II    | 2004–05             | Regionalliga Nord   | 22       | 6        | —             | —             | —        | —        | —     | —     | 22        | 6         |
| Werder Bremen II    | 2005–06             | Regionalliga Nord   | 6        | 1        | —             | —             | —        | —        | —     | —     | 6         | 1         |
| Werder Bremen II    | 2006–07             | Regionalliga Nord   | 2        | 0        | —             | —             | —        | —        | —     | —     | 2         | 0         |
| Werder Bremen II    | Tổng cộng           | Tổng cộng           | 37       | 9        | —             | —             | —        | —        | —     | —     | 37        | 9         |
| Werder Bremen       | 2004–05             | Bundesliga          | 10       | 1        | 3             | 0             | 1        | 0        | 0     | 0     | 14        | 1         |
| Werder Bremen       | 2005–06             | Bundesliga          | 7        | 0        | 3             | 2             | 6        | 0        | 1     | 0     | 17        | 2         |
| Werder Bremen       | 2006–07             | Bundesliga          | 28       | 9        | 1             | 0             | 12       | 0        | 1     | 0     | 42        | 9         |
| Werder Bremen       | 2007–08             | Bundesliga          | 14       | 1        | 1             | 0             | 5        | 1        | 0     | 0     | 20        | 2         |
| Werder Bremen       | 2008–09             | Bundesliga          | 18       | 2        | 2             | 0             | 8        | 0        | —     | —     | 28        | 2         |
| Werder Bremen       | 2009–10             | Bundesliga          | 32       | 9        | 6             | 1             | 8        | 1        | —     | —     | 46        | 11        |
| Werder Bremen       | 2010–11             | Bundesliga          | 29       | 3        | 2             | 0             | 7        | 0        | —     | —     | 38        | 3         |
| Werder Bremen       | 2011–12             | Bundesliga          | 18       | 3        | 1             | 0             | —        | —        | —     | —     | 19        | 3         |
| Werder Bremen       | 2012–13             | Bundesliga          | 28       | 11       | 1             | 0             | —        | —        | —     | —     | 29        | 11        |
| Werder Bremen       | 2013–14             | Bundesliga          | 31       | 7        | 1             | 0             | —        | —        | —     | —     | 32        | 7         |
| Werder Bremen       | Tổng cộng           | Tổng cộng           | 215      | 46       | 21            | 3             | 47       | 2        | 2     | 0     | 285       | 51        |
| Wolfsburg           | 2014–15             | Bundesliga          | 15       | 2        | 2             | 0             | 5        | 2        | —     | —     | 22        | 4         |
| Wolfsburg           | 2015–16             | Bundesliga          | 2        | 0        | 0             | 0             | 0        | 0        | 0     | 0     | 2         | 0         |
| Wolfsburg           | Tổng cộng           | Tổng cộng           | 17       | 2        | 2             | 0             | 5        | 2        | 0     | 0     | 24        | 2         |
| Hamburg             | 2015–16             | Bundesliga          | 21       | 1        | 0             | 0             | —        | —        | —     | —     | 21        | 1         |
| Hamburg             | 2016–17             | Bundesliga          | 22       | 4        | 4             | 0             | —        | —        | —     | —     | 26        | 4         |
| Hamburg             | 2017–18             | Bundesliga          | 29       | 3        | 1             | 0             | —        | —        | —     | —     | 30        | 3         |
| Hamburg             | Tổng cộng           | Tổng cộng           | 72       | 8        | 5             | 0             | —        | —        | —     | —     | 77        | 8         |
| Tổng cộng sự nghiệp | Tổng cộng sự nghiệp | Tổng cộng sự nghiệp | 341      | 65       | 28            | 3             | 52       | 4        | 2     | 0     | 423       | 72        |

- 1.^ Bao gồm DFB-Pokal.
- 2.^ Bao gồm UEFA Champions League và UEFA Cup/Europa League.
- 3.^ Bao gồm German League Cup.